# Сальвини, Маттео
Матте́о Сальви́ни (итал. Matteo Salvini; род. 9 марта 1973, Милан) — итальянский государственный и политический деятель, один из лидеров Лиги Севера. Министр внутренних дел Италии и заместитель премьер-министра Италии в первом кабинете Джузеппе Конте (2018—2019).
Заместитель премьер-министра Италии (с 22 октября 2022 года).
Министр инфраструктуры и транспорта Италии (с 22 октября 2022 года).

## Биография

### Политическая карьера
Маттео Сальвини родился 9 марта 1973 года в Милане, в возрасте семнадцати лет вступил в Лигу Севера. Окончил классический лицей имени Мандзони в Милане и в 1992 году поступил на Исторический факультет Миланского университета, но не завершил курс обучения. В 1993 году избран в коммунальный совет Милана, в 1994 году вошёл в руководство Движения паданской молодёжи (Movimento Giovani Padani). В 1998 году Сальвини стал секретарём провинциального отделения Лиги Севера в Милане, а в 1999 году возглавил радиостанцию «Свободная Падания» (Radio Padania Libera), принадлежащую Лиге. В 2004 году оставил должность секретаря в связи с избранием от Лиги Севера в Европейский парламент, где до 26 апреля 2006 года состоял во фракции Независимости/Демократии, а до ноября того же года являлся независимым депутатом. В 2004—2006 годах состоял в комиссии Европарламента по культуре и образованию, а также в структурах по развитию связей Европарламента с Чили и Японией.
В 2008 году избран в Палату депутатов Италии XVI созыва, где входил во фракцию Лиги Севера, но уже в следующем году досрочно сдал депутатский мандат, поскольку в 2009 году был вторично избран в Европарламент и являлся депутатом до европейских выборов 2014 года (входил в правую фракцию «Европа за свободу и демократию»). В этот период Сальвини состоял в Комиссии по внутреннему рынку и защите потребителей, а также в делегациях по связям Европарламента с Индией и Корейским полуостровом. По результатам парламентских выборов 24-25 февраля 2013 года был избран в Палату депутатов XVII созыва, но предпочёл остаться в Европарламенте и 15 марта 2013 года сдал депутатский мандат.
В 2012 году Сальвини вышел из коммунального совета Милана в связи с избранием его на должность секретаря Ломбардской лиги (территориального подразделения Лиги Севера). 7 декабря 2013 года получил 82 % голосов на предварительных выборах нового федерального секретаря Лиги Севера, победив основателя партии Умберто Босси, а 15 декабря 2013 года делегаты партийного съезда в Турине большинством голосов утвердили его в этой должности.

### Общественно-политические действия
В 1997 году Сальвини был избран в самопровозглашённый Паданский парламент, не обладавший реальными полномочиями, по списку паданских коммунистов (Comunisti Padani). В исследованиях общественного мнения к осени 2014 года Сальвини получил неожиданно высокие позиции в рейтинге доверия, и начал менять свою политическую позицию. В интервью изданию Libero он объявил о переходе на правоцентристские позиции и также заметил: «Мы готовимся перестраивать Италию после Ренци с чёткой программой: снижение налогов, прекращение иммиграции и оппозиция Брюсселю» (Ci prepariamo a ricostruire l’Italia dopo Renzi con un programma chiaro: meno tasse, stop all’immigrazione e opposizione a Bruxelles).

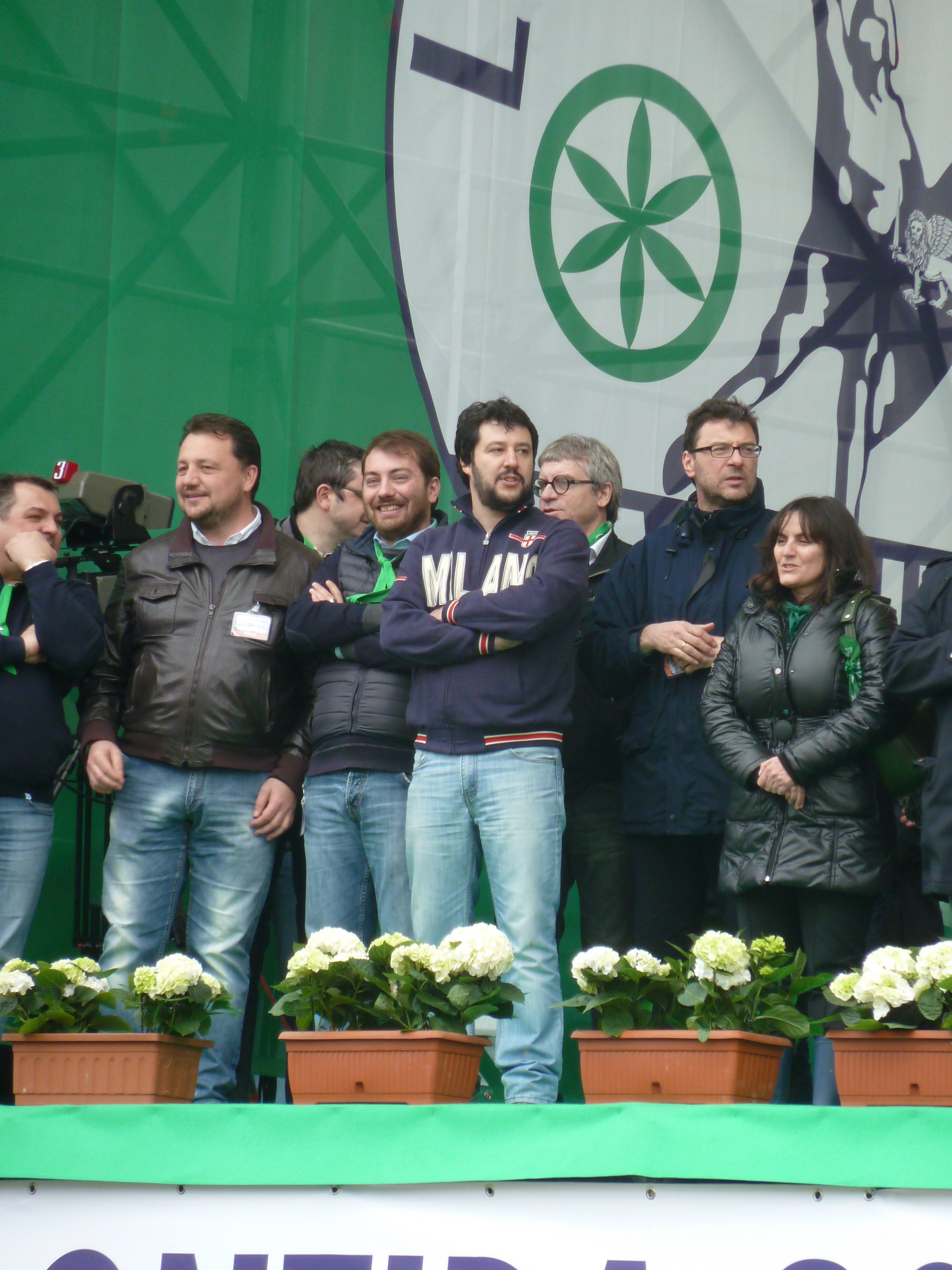
Сальвини на ежегодном Понтидский слёт в память клятвы 7 апреля 1167 года, положившей начало Ломбардской лиге (7 апреля 2013).

5 июня 2014 года Папа Римский Франциск, беседуя с цыганскими капелланами, выразил сожаление в связи с презрением, которым окружены цыгане в итальянском обществе, и привёл в качестве примера ситуацию, когда, при появлении в автобусе цыган, водители предлагают пассажирам беречь кошельки. На следующий день Сальвини сделал в этой связи новую запись в Facebook, одобрив поведение водителей.
В начале декабря 2014 года телеведущая канала Sky TG 24 Мария Лателла спросила министра реформ в правительстве Ренци Марию Элену Боски об отношении к появлению Сальвини на обложке журнала Oggi обнажённым, в одном зелёном галстуке. Та ответила, что её больше волнует тесная политическая связь Сальвини с Марин Ле Пен, лидером «партии, имеющей фашистские корни». На канале RAI3 журналистка Лучия Аннунчиата поинтересовалась мнением Сальвини по этому поводу, и тот сравнил Боски с Красной Шапочкой, которая боится волка, а затем добавил: «Боски и Ренци отняли миллионы евро у слепых и инвалидов, и мы сопротивлялись этому закону о финансовой стабилизации: это значит быть фашистами? Фашизм интересен для школьных учебников, но кому это интересно, если нужно платить налог на сельскохозяйственные земли» (Boschi e Renzi hanno tolto milioni di euro ai ciechi e ai disabili e noi abbiamo combattuto questa legge di stabilità: questo è essere fascisti? Il Fascismo è interessante per i libri di scuola, ma a chi ci guarda interessa se deve pagare l’Imu sui terreni agricoli).
Сальвини поддержал инициативу депутатов Лиги Севера, обратившихся к парламентариям с призывом вступать в ассоциацию друзей Путина и осудил введение санкций против России в связи с войной на Донбассе, а 8 декабря 2014 года стало известно, что Сальвини совершил уже вторую за два месяца короткую поездку в Россию, посетив Москву, а также в Крым, где он выступил в поддержку аннексии Крыма. Объявлено о его встрече с председателем Комиссии по иностранным делам Государственной думы Пушковым и с другими депутатами, выступающими за развитие отношений с Италией. Сальвини также заявил прессе, что получение финансирования Лиги Севера не являлось прямой целью его поездки, но он не стал бы априори отказываться от займа в каком-либо российском банке.
После террористического нападения 7 января 2015 года на редакцию сатирического еженедельника Charlie Hebdo Сальвини в выступлении на Radio Padania осудил призыв Папы Римского Франциска к поиску диалога с мусульманами, но ещё раньше сделал следующее заявление:

В действительности это попытка военной и культурной оккупации, предпринятая могущественным и хорошо организованным сообществом, способным воткнуть нож в масло, которое представляет собой Запад. Это настоящая война, поэтому отвечать на неё терпимостью и благожелательством — самоубийство.
Оригинальный текст (итал.)– E' in atto un tentativo di occupazione militare e culturale da parte di una comunità prepotente e ben organizzata, che ha la facilità di affondare il coltello in un burro che è l'Occidente. Questa è una vera e propria guerra, quindi rispondere con tolleranza e buonismo è un suicidio
— .
30 июня 2017 года Сальвини заявил в связи с решением Европейского суда по правам человека о пассивной эвтаназии безнадёжно больного младенца Чарли Гарда в Великобритании, что Европейский союз виновен в совершении убийства с отягчающими обстоятельствами (хотя, по замечанию газеты la Stampa, ЕСПЧ не является структурой Евросоюза).

### Парламентские выборы 2018 года

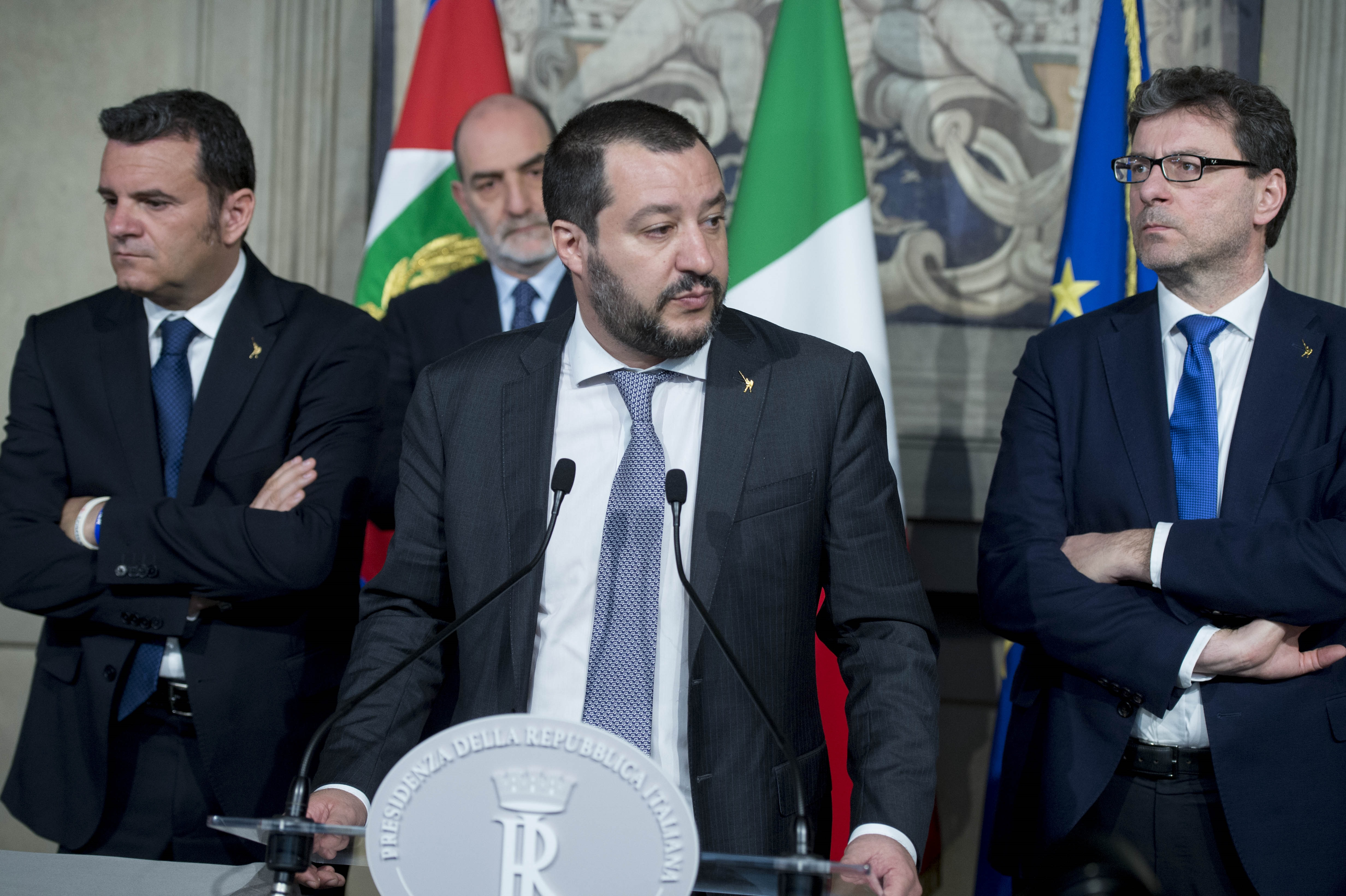
Слева направо: Чентинайо, Сальвини и Джорджетти в Квиринальском дворце после переговоров с президентом Маттарелла (5 апреля 2018 года).

4 марта 2018 года Лига Севера пошла на парламентские выборы в составе правоцентристской коалиции вместе с партией Берлускони «Вперёд, Италия» и Джорджии Мелони «Братья Италии». Коалиция победила с результатом около 37 %, причём Лига Севера опередила своих партнёров, заручившись поддержкой более 17 % избирателей. Аналитики отметили, что Сальвини смог преодолеть наследие Умберто Босси и укрепил позиции своей партии в центральных областях Италии и на Юге.
27 мая 2018 года последняя попытка сформировать коалиционное правительство Лиги Севера и Пяти звёзд во главе с Джузеппе Конте завершилась отказом президента Маттареллы его утвердить, ввиду присутствия в списке предлагаемых министров евроскептика Паоло Савона.
31 мая лидер Пяти звёзд Ди Майо и Сальвини согласовали компромиссный вариант коалиционного правительства под председательством Конте, также с участием Паоло Савона, но в должности министра по связям с Евросоюзом. Маттарелла согласился с этим предложением, и на 1 июня назначена присяга нового кабинета, в котором Сальвини получил портфель министра внутренних дел.

### Избрание в Сенат Италии
По итогам парламентских выборов 2018 года Сальвини прошёл по спискам Лиги Севера в Сенат Италии от Калабрии, но 31 июля 2019 года Правление Сената вынесло решение о перераспределении ряда мест в связи с тем, что Движение пяти звёзд получило право на сенаторское кресло от Сицилии, не имея на острове достаточно кандидатов для замещения образовавшейся вакансии. В результате принятого решения место Сальвини от Калабрии перешло представительнице партии «Вперёд, Италия» Фульвии Микеле Калиджури, а Сальвини заместил однопартийку Кристалию Папаеванджелиу (Kristalia Papaevangeliu) в регионе Лацио.

### Назначение министром внутренних дел
Два других корабля под голландским флагом, Lifeline и Seefuchs, завёрнуты назад, к берегу Ливии, ожидаем, что люди начнут отказываться от их услуг. Эти господа должны знать, что Италия больше не желает участвовать в их бизнесе на нелегальной иммиграции, и им придётся посмотреть вокруг, найдётся ли порт (не итальянский), готовый их принять.— https://voiceofeurope.com/2018/06/italians-first-italys-new-interior-minister-blocks-two-more-migrant-ships/
7 сентября 2018 года прокуратура Палермо возбудила против Сальвини дело в Трибунале министров по статье 605 Уголовного кодекса, предусматривающей наказание за похищение человека при отягчающих обстоятельствах. Прокурор Франческо Ло Вои пояснил, что речь идёт об удержании иммигрантов на борту судна Diciotti в период до 25 августа 2018 года. Извещение о возбуждении дела карабинеры доставили министру лично в его кабинет.
Вечером 23 октября 2018 года случилась авария эскалатора на станции метро Repubblica в Риме, вследствие которой пострадали 24 человека, преимущественно болельщики футбольного клуба ЦСКА, проводившего матч с командой «Рома». Комментируя происшествие на радио RTL 102,5, Сальвини обвинил в несчастье болельщиков, назвав их пьяными и заявив, что эскалаторы не предназначены «для того, чтобы люди на них прыгали» (в последующие дни болельщики стали публиковать видео, доказывающие, что на эскалаторе никто не прыгал).
20 января 2019 года, после выдачи Бразилией 13 января Чезаре Баттисти, Сальвини сообщил газете il Giornale, что по сведениям итальянских спецслужб от правосудия скрываются за границей 27 бывших ультралевых боевиков и 3 — ультраправых, многие из них — во Франции. В этой связи Сальвини заявил о намерении лично отправиться в Париж для переговоров с Эмманюэлем Макроном об экстрадиции экстремистов.
11 февраля 2019 года Сальвини принял делегацию Национального собрания Венесуэлы, а в телефонном разговоре с Хуаном Гуайдо осудил политику Николаса Мадуро и выразил полную поддержку конституционному процессу, который должен рано или поздно привести к свободным выборам.
20 марта 2019 года Сенат подавляющим большинством 237 против 61 проголосовал за прекращение уголовного преследования Сальвини по делу об удержании иммигрантов на борту Diciotti.

### Европейские выборы 2019 года и последующие события

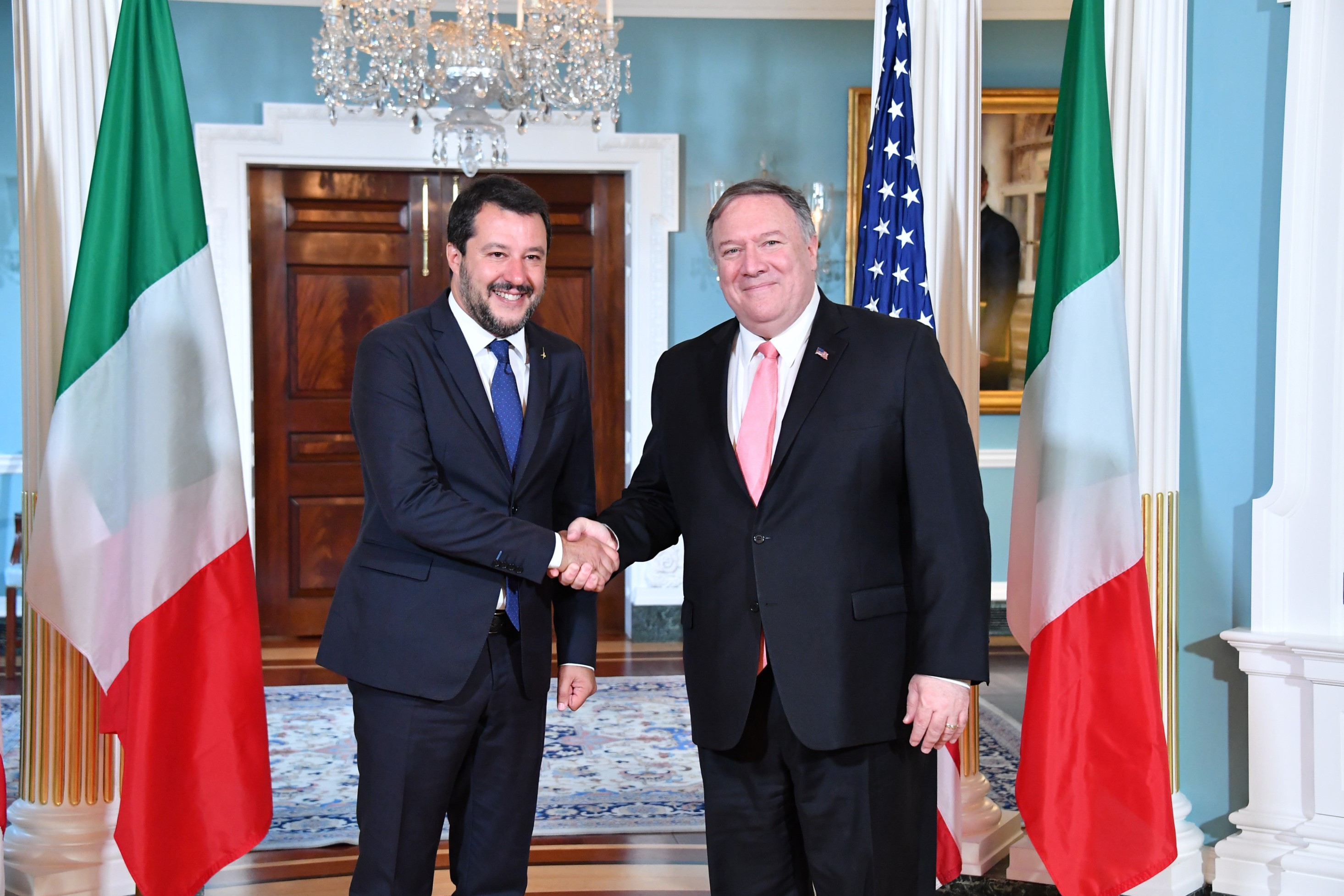
Сальвини и Майк Помпео на пресс-конференции в Государственном департаменте США (17 июня 2019).

7 сентября 2018 года Сальвини начал сотрудничать с аналитическим центром The Movement в Брюсселе, возглавляемым бывшим главным стратегом Белого дома при президенте Трампе Стивеном Бэнноном, который провозгласил своей целью консолидацию правых политиков по всей Европе в преддверии выборов в Европарламент.
8 апреля 2019 года в Милане Сальвини объявил о формировании им общеевропейской правой коалиции к европейским выборам. Мероприятие для прессы носило название «К Европе здравого смысла: народы восстают», в нём приняли участие евродепутаты Йорг Мойтен из Альтернативы для Германии и Андрес Вистизен из Датской народной партии, а также кандидат от партии «Истинные финны» Олли Котро.
16 мая 2019 года стало известно, что прокуратура Счётной палаты региона Лацио возбудила дело против Сальвини на основании публикации газеты la Repubblica об использовании министром внутренних дел ведомственного самолёта Piaggio P180 не только для служебных командировок, но и для перелётов по личным делам, в частности — к местам проведения предвыборных мероприятий.
Состоявшиеся 26 мая 2019 года выборы принесли Лиге Севера исторический успех: она увеличила представительство в Европарламенте с 5 до 29 мест, заручившись поддержкой 34,26 % избирателей и в итоге оказавшись победителем выборов в Италии.
11 июня 2019 года на первом заседании после европейских выборов правительство одобрило доработанное постановление о безопасности (Decreto Sicurezza bis), которое предусматривает увеличение штрафа за доставку нелегальных иммигрантов на территорию Италии с 3,5 тыс. до 5,5 тыс. евро за каждого, а также вводит штраф от 10 тыс. до 50 тыс. евро за нарушение запрета на вход судна в порт, а за повторное нарушение — конфискацию судна.
29 июня 2019 года судно неправительственной организации Sea-Watch с подобранными в море нелегальными иммигрантами пришвартовалось в порту острова Лампедуза, нарушив запрет итальянских властей. Его капитан Карола Ракете была немедленно арестована Финансовой гвардией, что вызвало официальные протесты разных стран, в том числе Ватикана, Германии и Франции, смысл которых сводился к требованию освободить Ракете, поскольку спасение терпящих бедствие не является преступлением. Сальвини заявил в ответ: «Мы не приемлем поучений». 5 июля суд освободил Ракете из-под домашнего ареста, сняв с неё обвинения в создании угрозы жизни итальянских моряков, когда она в нарушение запрета привела судно в порт. Поскольку Сальвини неоднократно называл её «пиратом» и «преступницей», адвокат Алессандро Гамберини сообщил прессе о подготовке иска против министра внутренних дел за разжигание ненависти и диффамацию (Ракете подвергалась оскорблениям и угрозам изнасилованием и убийством со стороны экстремистов).

### Заявление о подготовке покушения
16 июля 2019 года Сальвини объявил в Генуе, что накануне в Турине арестованы члены неонацистской группировки, готовившей покушение на него. В неё входили итальянцы — участники боевых действий в Донбассе на стороне правительственных сил Украины, при захвате группы обнаружены неонацистские регалии и большое количество огнестрельного оружия, включая ракету «воздух-воздух» Matra.

### Падение первого правительства Конте
7 августа 2019 года Сенат при поддержке Лиги Севера проголосовал против предложения Движения пяти звёзд о запрете строительства скоростной железной дороги Турин-Лион.
В августе 2019 года развернулся новый кризис с приёмом мигрантов, когда судно испанской благотворительной организации Proactiva Open Arms со 160 подобранными в море беженцами долго дожидалось разрешения итальянских властей на высадку их на острове Лампедуза. 9 августа судно, стоявшее в море уже более недели, посетил американский киноактёр Ричард Гир, а на следующий день он дал пресс-конференцию на Лампедузе в рамках проводимой им кампании поддержки. 16 августа врач местной поликлиники Франческо Кашо (Francesco Cascio) подтвердил, что у 13 человек, высаженных на берег по состоянию здоровья, не было обнаружено никаких опасных заболеваний. 17 августа под давлением премьер-министра Конте, направившего Сальвини два письма, и после изъятия помощником прокурора Республики в Агридженто Сальваторе Велла документов береговой охраны, касающихся запрета судну Open Arms войти в порт, министр внутренних дел разрешил сойти на берег несовершеннолетним. 20 августа, после предложения Испании о переправке мигрантов на Майорку, прокурор Агридженто Луиджи Патронаджо лично провёл инспекцию положения дел на судне, а вечером объявил о его конфискации и высадке на берег всех, кто на нём находится.
20 августа 2019 года спровоцированный Лигой Севера правительственный кризис перешёл на новую стадию после объявления премьер-министра Конте об отставке. Выступая в Сенате, он обвинил Сальвини в оппортунизме, а также в преследовании личных и партийных интересов.
4 сентября 2019 года Джузеппе Конте сформировал своё второе правительство, основанное на союзе Движение пяти звёзд с Демократической партией (новым министром внутренних дел стала беспартийная Лучана Ламорджезе), и
5 сентября новый кабинет принёс присягу.

### Сенатор в оппозиции (2019—2021)
11 сентября 2019 года прокуратура Счётной палаты области Лацио отправила в архив дело об использовании Сальвини в бытность министром и его подчинёнными ведомственных самолётов для служебных поездок (20 полётов на Piaggio P.180 Avanti и 14 полётов на вертолётах Департамента общественной безопасности, а также один полёт на P.180 Противопожарного корпуса). Хотя в 2011 году приняты нормы, согласно которым право пользования персональным авиатранспортом имеют только президент, премьер-министр, председатели обеих палат парламента и председатель Конституционного суда, следствие пришло к выводу об отсутствии ущерба для бюджета, поскольку те же поездки на рейсовых самолётах вряд ли обошлись бы государству дешевле.
После гибели генерала Касема Сулеймани 3 января 2020 года и последующей реакции президента США Дональда Трампа поддержал действия последнего — вопреки заявлениям официальных лиц Италии одобрил действия американцев и похвалил Трампа за устранение «одного из самых опасных и безжалостных людей в мире, исламского террориста, врага Запада, Израиля, прав и свобод».
12 февраля 2020 года Сенат проголосовал за предание Сальвини суду по обвинению в похищении человека при отягчающих обстоятельствах по факту наложения им в бытность министром внутренних дел запрета на высадку в итальянском порту 116 иммигрантов, подобранных в море судном береговой охраны Bruno Gregoretti (CP 920) (они оставались на борту в течение трёх дней).
30 июля 2020 года Сенат большинством в 149 голосов против 141 разрешил проведение расследования против Сальвини по факту его действий как министра внутренних дел в августе 2019 года, когда судно НПО Open Arms с иммигрантами на бору в течение 19 дней не получало разрешения на заход в итальянский порт.

### Сенатор широкой правительственной коалиции (2021—2022)

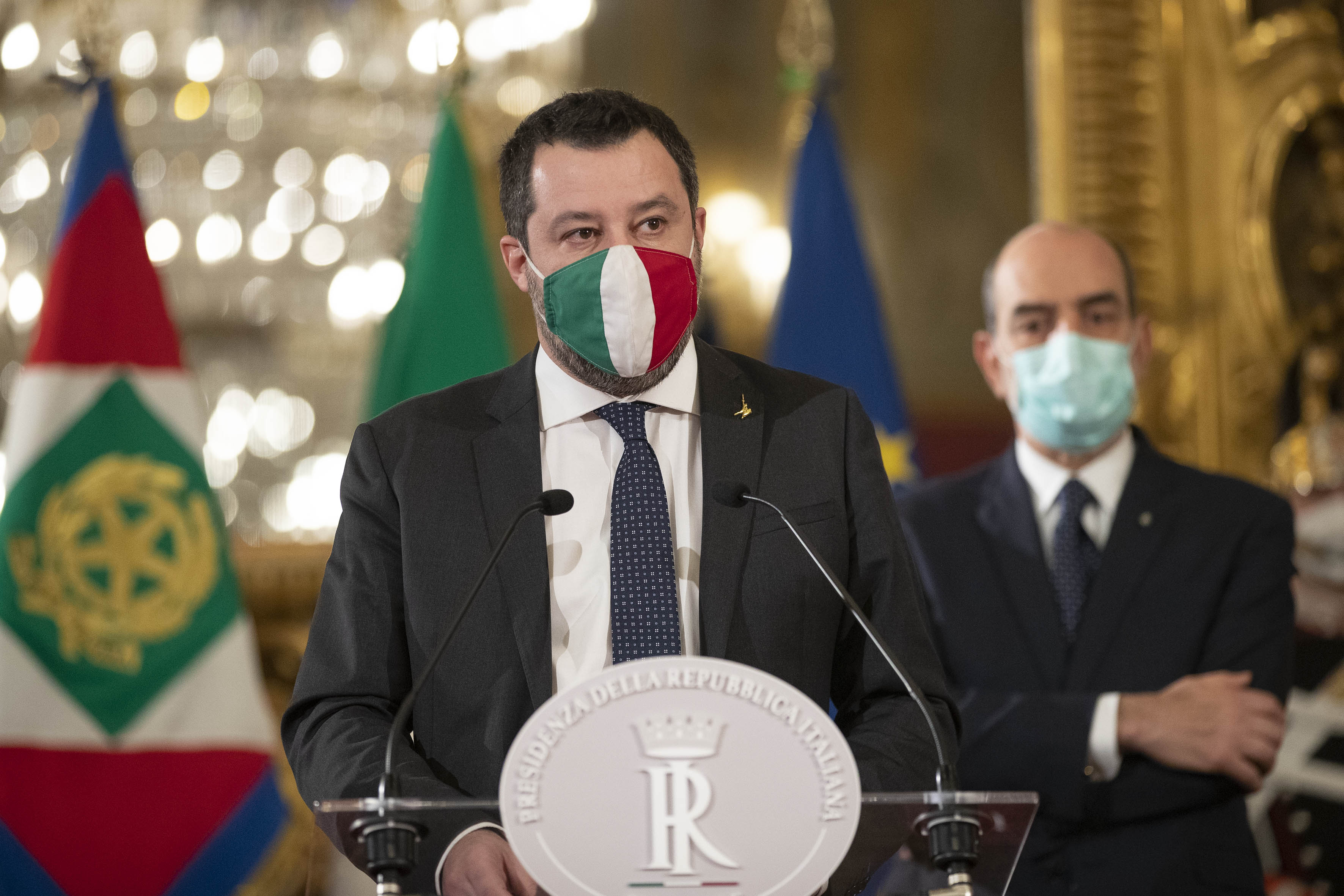
Сальвини на пресс-конференции в Квиринальском дворце (29 января 2021).

В феврале 2021 года в ходе межпартийных консультаций по формированию правительства Марио Драги Сальвини согласился на коалицию с Демократической партией и левой парламентской фракцией «Свободные и Равные», заявив в числе прочего о согласии на проведение Италией иммиграционной политики, аналогичной той, что проводится Францией и Германией.
13 февраля 2021 года министры нового кабинета были приведены к присяге, и наряду с представителями ДП, СиР, Движением пяти звёзд и «Италия Вива» Лига Севера получила три поста министров без портфеля, хотя сам Сальвини остался в Сенате.
В контексте борьбы с эпидемией COVID-19 Сальвини публично выступал против обязательной вакцинации, не будучи принципиальным противником прививок (сам он привился от коронавирусной инфекции). Свою позицию обосновывал требованием предоставления людям свободы выбора и высказывался против принуждения наёмных работников к вакцинации посредством увольнения или отстранения от работы с лишением зарплаты.
24 февраля 2022 года, комментируя вторжение российских войск на Украину, заявил: «Лига твёрдо осуждает любые военные агрессии и ожидает немедленного прекращения насилия. Поддерживаем Драги и общий ответ участников коалиции». Это заявление было встречено с осуждением, в том числе со стороны Демократической партии, ввиду отсутствия в нём указаний на президента Путина и Россию.
11 августа 2022 года обнародована общая программа Лиги Севера, Братьев Италии и Вперёд, Италия к досрочным парламентским выборам, которая предусматривает верность принципам европейского единства и НАТО, поддержку Украине в «противостоянии российскому военному вторжению», а также введение плоской шкалы подоходного налога.

### В правительстве Мелони (с 2022)
22 октября 2022 года при формировании правительства Мелони занял пост заместителя премьер-министра Италии, а также министра инфраструктуры и транспорта Италии.

## Судебное преследование

### Дело Diciotti
15 августа 2018 года кораблём береговой гвардии Diciotti подобраны мигранты при попытке пересечения Сицилийского пролива. Решением МВД Италии высадка на берег мигрантам была запрещена. Мигранты в количестве более 150 человек сошли на берег только 25 августа, когда их согласились принять церковь Италии, Ирландия и Албания. Прокуратура Агридженто возбудила уголовное дело против Сальвини за незаконное удержание мигрантов. Дело было передано в прокуратуру Палермо, затем Катании. 19 февраля 2019 года Сенат Италии проголосовал против снятия с Сальвини иммунитета от уголовного преследования.
7 марта 2025 года кассационный суд вынес решение по иску группы иммигрантов с Diciotti, обязав правительство Италии выплатить им компенсацию, что вызвало возмущённые комментарии Сальвини и премьер-министра Джорджи Мелони.

### Дело Open Arms
В 2021 году против Сальвини возбуждено уголовное дело по обвинению в незаконном запрете судну испанской неправительственной организации Open Arms со 147 мигрантами на борту на вход в порт Лампедузы с 14 по 20 августа 2019 года. В сентябре 2024 года прокурор Палермо запросил для Сальвини 6 лет лишения свободы.
Дело рассматривается в суде Палермо. Истцы, представляющие мигрантов, на судебном процессе потребовали 1 млн евро от Сальвини в качестве возмещения ущерба.
20 декабря 2024 года суд Палермо оправдал Сальвини, признав отсутствие факта преступления.

## Общественное мнение
11 мая 2019 года журналистка Кьяра Джанини подошла к стенду издательства Feltrinelli на туринской книжной ярмарке с экземпляром её книги «Io sono Matteo Salvini» (Я — Маттео Сальвини), увидевшей свет в издательстве Altaforte, не допущенном к участию в ярмарке. Она попыталась провести нечто вроде промоакции, но сотрудники издательства и посетители ярмарки в знак протеста начали петь «Белла чао».

## Личная жизнь
В 2001 году Сальвини женился на радиожурналистке Фабриции Елуцци (Fabrizia Ieluzzi), в 2003 году у них родился сын Федерико, но позднее последовал развод. Познакомился с Джулией Мартинелли, в 2013 году она родила ему дочь Мирту.
27 января 2015 года телеведущая Элиза Изоарди признала наличие связи с Маттео Сальвини, пока без взаимных обязательств.
В начале ноября 2018 года стало известно о разрыве этой связи, но отдельным предметом обсуждения и осуждения стал поступок Изоарди, выложившей в Instagram селфи со спящим Сальвини в постели.
В марте 2019 года Сальвини признал, что более месяца находится в связи с 26-летней дочерью Дениса Вердини Франческой.

## Награды
- Медаль Признательности[арм.] (16 декабря 2021 года, Армения) — по случаю 30-летия независимости Армении, за значительный вклад в установление, укрепление и развитие дружественных отношений с Республикой Армения, защиту общечеловеческих ценностей[75].

## Труды
- Matteo Salvini, Matteo Pandini, Rodolfo Sala. Secondo Matteo. Follia e coraggio per cambiare il Paese. — Milano: Rizzoli, 2016. — ISBN 88-17-08890-0.
- Matteo Salvini, Chiara Giannini, prefazione di Maurizio Belpietro[итал.]. Io sono Matteo Salvini. Intervista allo specchio. — Roma: Altaforte Edizioni, 2019. — ISBN 978-88-320-7808-4.
- Маттео Сальвини. «Controvento» («Против течения») (апрель 2024)[66]